# Śmierć Kris Kremers i Lisanne Froon
Śmierć Kris Kremers i Lisanne Froon – sprawa zaginięcia dwóch holenderskich studentek w Panamie 1 kwietnia 2014. Po dokładnych poszukiwaniach fragmenty ich ciał znaleziono kilka miesięcy później. Przyczyny ich śmierci nie udało się ostatecznie ustalić, ale holenderskie władze współpracujące z lokalnymi śledczymi i służbami ratowniczymi uznały, że prawdopodobnie kobiety przypadkiem spadły z klifu. Okoliczności i fakty wychodzące na jaw w związku z tą sprawą spowodowały wiele spekulacji na temat ich zniknięcia i śmierci. W tamtym okresie panamska policja zmagała się z dużą liczbą zaginięć. Dochodzenie w sprawie prowadzone w 2017 ujawniło, że zniknięcie studentek może być powiązane z innymi morderstwami, które miały miejsce w okolicy.

## Tło wydarzeń
Kris Kremers i Lisanne Froon były współlokatorkami i przyjaciółkami. Lisanne Froon urodziła się 24 sierpnia 1991 w Amersfoort i mierzyła 184 cm. Była opisywana jako aspirująca, optymistyczna, inteligentna osoba i namiętna siatkarka. Kris Kremens była od niej młodsza: na świat przyszła 9 sierpnia 1992 roku. Pochodziła z tego samego miasta co Lisanne. Mierzyła 164 cm. Opisywana była jako otwarta, kreatywna i odpowiedzialna. W chwili zaginięcia obie miały już ukończone studia i pracowały razem w kawiarni In den Kleinen Hap. Przez pół roku oszczędzały fundusze, aby wspólnie wyjechać na wycieczkę do Panamy w celu nauki języka hiszpańskiego oraz by zrobić coś dobrego dla mieszkańców okolicy. Wyjazd miał również być nagrodą dla Froon za ukończenie szkoły.

## Zaginięcie
Kremers i Froon przybyły do Panamy na sześciotygodniowe wakacje 15 marca 2014. Przez dwa tygodnie podróżowały po kraju, a następnie przybyły do Boquete 29 marca, gdzie miały mieszkać z lokalną rodziną przez miesiąc podczas wolontariatu z dziećmi. Umówiły się na 2 kwietnia z przewodnikiem, aby zobaczyć szlak Pianista znajdujący się niedaleko Boquete. Z niewyjaśnionych przyczyn na szlak ruszyły samodzielnie 1 kwietnia razem z psem gospodarzy. Napisały na Facebooku, że zamierzają iść na spacer po okolicy i poinformowały, że spotkały dwóch młodych Holendrów, z którymi zjadły posiłek przed wyruszeniem na szlak.
Gospodarze dziewczyn zaniepokoili się, gdy pies wrócił w nocy sam, bez kobiet. Rodzice Froon przestali otrzymywać wiadomości, które kobiety codziennie wysyłały do swoich rodzin. Rankiem 2 kwietnia opuściły spotkanie z lokalnym przewodnikiem. 3 kwietnia lokalne władze rozpoczęły poszukiwania lotnicze w lesie, a lokalni mieszkańcy samodzielnie poszukiwali zaginionych studentek. 6 kwietnia do Panamy przybyli rodzice kobiet, wraz z holenderską policją, psami oraz detektywami, aby przeprowadzić przeszukanie lasu na pełną skalę przez dziesięć dni. Rodzice zaoferowali nagrodę za znalezienie dziewczyn o wysokości 30 000 USD.

## Odnalezienie plecaka
Dziesięć tygodni później lokalna kobieta znalazła niebieski plecak Froon w ryżu na brzegu rzeki w pobliżu wioski Alto Romero w regionie Bocas del Toro. Powiedziała, że była pewna, że nie było go tam poprzedniego dnia. Plecak zawierał dwie pary okularów przeciwsłonecznych, 83 USD w gotówce, paszport Froon, butelkę wody, aparat Froon, dwa biustonosze i dwa telefony – wszystko zapakowane, suche i w dobrym stanie. Dzięki przeszukiwaniu telefonów okazało się, że kilka godzin po rozpoczęciu wędrówki ktoś wybrał numer 112 oraz 911. Połączenie nie zostało jednak nawiązane.
Pierwsze wezwanie pomocy nastąpiło zaledwie kilka godzin po rozpoczęciu wędrówki: jeden z iPhone'a Kremers o 16:39, a niedługo potem jeden z Samsunga Galaxy Froon o 16:51. Żadne z połączeń nie zostało zrealizowane, z wyjątkiem jednej próby połączenia 911 z 3 kwietnia, która trwała nieco ponad sekundę. Po 5 kwietnia bateria telefonu Froon wyczerpała się po 5:00 i nie była ponownie używana. Z telefonu Kremer nie zostały wykonane żadne kolejne połączenia, ale był sporadycznie włączany w celu znalezienia zasięgu. Po 6 kwietnia ktoś wpisywał niepoprawny kod PIN do iPhone'a. Według jednego z raportów w dniach 7-10 kwietnia w telefonie Kremers wykonano 77 prób połączeń alarmowych. 11 kwietnia telefon został włączony o 10:51 i po raz ostatni wyłączony o godzinie 11:56.
| Data        | iPhone 4 (Kremers)                                                                                             | Samsung Galaxy S III (Froon)                                                           |
| ----------- | --- | -------------------------------------------------------------------------------------- |
| 1 kwietnia  | 16:39 – próba połączenia 1 (112)                                                                               | 16:51 – próba połączenia 1 (112)                                                       |
| 2 kwietnia  | 18:14 – próba połączenia 2 (112)                                                                               | 06:58 – próba połączenia 2 (112) 10:53 – próba połączenia 3 (112 & 911)                |
| 3 kwietnia  | 09:33 – próba połączenia (911) 16:00 – sprawdzanie zasięgu 1                                                   | 13:50 – sprawdzanie zasięgu 1 16:19 – sprawdzanie zasięgu 2                            |
| 4 kwietnia  | 09:33 – sprawdzanie zasięgu 2 13:42 – sprawdzanie zasięgu 3                                                    | brak aktywności                                                                        |
| 5 kwietnia  | 10:50 – sprawdzanie zasięgu 4 13:37 – sprawdzanie zasięgu 5                                                    | 04:50 – sprawdzanie zasięgu 3 05:56 – wyłączony; brak baterii; brak dalszej aktywności |
| 6 kwietnia  | 10:26 – sprawdzanie zasięgu 6 (bez PINu) 13:37 – sprawdzanie zasięgu 7 (bez PINu)                              | --                                                                                     |
| 11 kwietnia | 10:51 – sprawdzanie zasięgu 8 (bez PINu) 11:56 – wyłączony po 1 godzinie i 5 minutach, brak dalszej aktywności | --                                                                                     |

Aparat Froon zawierał zdjęcia z 1 kwietnia, sugerujące, że kobiety przecięły szlak w punkcie widokowym Continental Divide i wędrowały w dziczy przed pierwszą próbą zadzwonienia pod 911, ale bez żadnych niepokojących oznak. 8 kwietnia zrobiono dziewięćdziesiąt zdjęć pomiędzy 01:00 a 04:00, najwyraźniej głęboko w dżungli i w niemal zupełnej ciemności. Kilka zdjęć pokazuje, że były prawdopodobnie w pobliżu rzeki lub wąwozu. Na niektórych z nich znajduje się gałązka z fragmentami plastikowej torebki oraz z opakowaniami po gumach do żucia. Jedno ze zdjęć pokazuje tył głowy Kremers.

## Odnalezienie szczątków
Odkrycie plecaka doprowadziło do nowych poszukiwań wzdłuż Culebry. Kremowe dżinsowe szorty, zapinane na zamek i starannie złożone, znaleziono na skale na przeciwległym brzegu dopływu, kilka kilometrów od miejsca, w którym odkryto plecak Froon (chociaż później świadkowie twierdzą, że dżinsy nie były zgrabnie złożone i zostały znalezione w rzece). Dwa miesiące później, bliżej miejsca, w którym odkryto plecak, znaleziono miednicę i but ze stopą w środku. Wkrótce odkryto co najmniej 33 szeroko rozproszone kości wzdłuż tego samego brzegu rzeki. Testy DNA potwierdziły, że należą do Froon i Kremers. Kości Froon wciąż miały przyczepioną skórę, ale kości Kremers wydawały się być czymś wybielone. Później antropolog sądowy twierdził, że pod powiększeniem nie ma żadnych wyraźnych zadrapań na kościach, ani naturalnego, ani kulturowego pochodzenia – w ogóle nie ma śladów na kościach.